# Oncocercosi
L'oncocercosi, també coneguda com a ceguesa dels rius i malaltia de Robles, és una helmintosi causada pel nematode Onchocerca volvulus. L'oncocercosi és la segona causa de ceguesa per infecció del món. L'OMS inclou l'oncocercosi a la llista de malalties tropicals desateses.
En realiat, no és el nematode, sinó el seu endosimbiont, el bacteri Wolbachia pipientis, el que causa la resposta inflamatòria severa que produeix la ceguesa. El paràsit es transmet als humans per la picada d'una mosca negre del gènere Simulium. Els nematodes larvals s'estenen per tot el cos. Quan els cucs moren, els seus bacteris simbionts són alliberats, el que provoca una gran resposta del sistema immunitari que pot causar picor severa, i pot destruir el teixit òptic en l'ull.
La gran majoria de les infeccions ocorren en l'Àfrica subsahariana, per bé que s'han notificat casos en el Iemen i en zones aïllades d'Amèrica Central i Sud-amèrica. S'estima que 18 milions de persones pateixen d'oncocercosi, amb aproximadament 270.000 casos de ceguesa relacionada amb la infestació.

## Història
El 1915, l'estudi del doctor Rodolfo Robles Valverde en pacients amb ceguesa dels rius en Guatemala va portar al descobriment que la malaltia era causada per la filària de O. volvulus, reconeixent el cicle de vida i de transmissió del paràsit. Utilitzant estudis de casos de treballadors de les plantacions de cafè a Guatemala, Robles va treballar amb la hipòtesi que el vector de la malaltia era un insecte que picava de dia, i més concretament, dues espècies antropòfiles de mosques Simulium que es troben en les zones endèmiques. Va publicar les seves conclusions en una "nova malaltia" de Guatemala relacionats amb nòduls subcutanis, lesions oculars anteriors, dermatitis, i les microfilàries el 1917.

## Tractament
El tractament pot implicar l'ús d'ivermectina. Per a un millor efecte, comunitats senceres són tractades al mateix temps. Una sola dosi pot matar la primera etapa de les larves (microfilàries) en les persones infectades, i s'evita la transmissió de molts mesos en la resta de la població. També hi ha altres fàrmacs com ara la tetraciclina de la classe doxiciclina, que mata el bacteri Wolbachia dels nematodes femella. L'eliminació dels nòduls palpables és habitual a Guatemala, Equador i Mèxic.